# 自衛隊インドネシア派遣 (2005年)

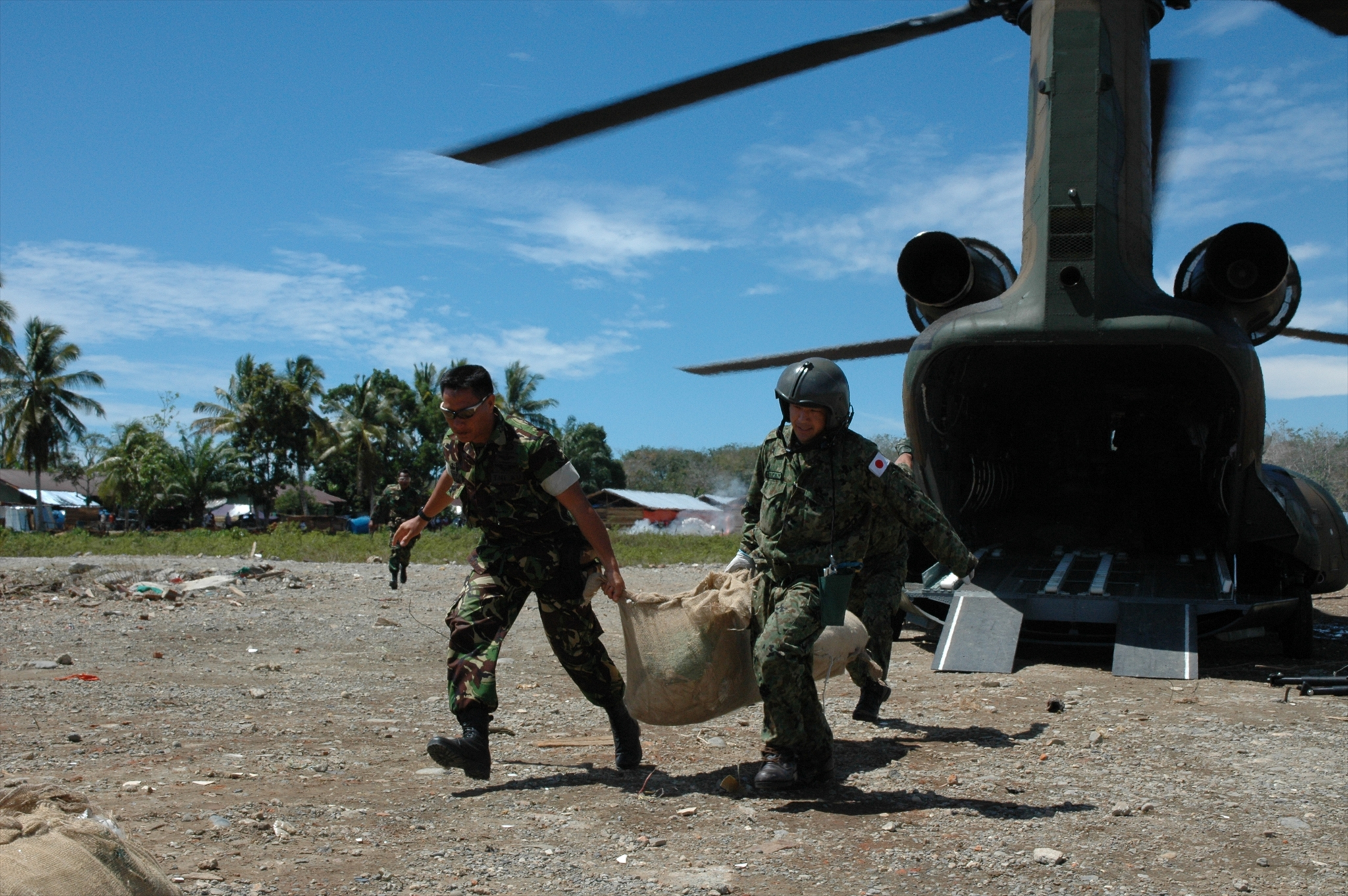
救援物資等の輸送を行う陸上自衛隊

2005年の自衛隊インドネシア派遣（じえいたいインドネシアはけん）は、インドネシア共和国への国際緊急援助法に基づく自衛隊派遣。

## 概要
2004年12月26日、インドネシアのスマトラ島北西沖で地震が発生（スマトラ島沖地震）。インド洋沿岸に大津波が襲った。特に被害の大きいインドネシア共和国から日本へ支援要請があり、国際緊急援助隊として自衛隊が派遣された。

## 部隊
インドネシア国際緊急援助医療・航空援助隊
陸上自衛隊、約230名。ヘリコプター（CH-47J 3機、UH-60JA 2機）と車両。
インドネシア国際緊急援助海上派遣部隊
海上自衛隊の艦艇で構成、約640名。輸送艦「くにさき」、補給艦「ときわ」、護衛艦「くらま」、その他にLCACとSH-60J。インドネシア周辺海域で陸自部隊と器材の輸送と活動支援。
インドネシア国際緊急援助空輸隊
航空自衛隊第1輸送航空隊を中心に構成、約90名。タイ王国ウタパオ国際空港を拠点にC-130H輸送機で物資を輸送。必要に応じてU-4輸送機が人員・物資を日本から輸送。
統合連絡調整所

## 沿革
- 1月4日 - 防衛庁長官（当時）はインドネシア共和国への国際緊急援助隊の派遣に係る準備に関する長官指示を発出
- 1月5日 - 防衛庁長官はインドネシア国際緊急援助空輸隊等の派遣に関する航空自衛隊一般命令を発出
- 1月10日 - 空輸隊が輸送活動を開始
- 1月12日 - 陸自人員と装備を積載した「くにさき」と「ときわ」が横須賀基地から出港。
- 1月19日 - 陸自の応急医療チームが活動を開始
- 1月21日 - 医療・航空援助隊の本隊が千歳基地からシンガポールへ出発
- 1月22日 - 海上派遣部隊と医療・航空援助隊の本隊がシンガポール共和国チャンギ海軍基地で合流
- 1月24日 - 海上派遣部隊と医療・航空援助隊がアチェに到着
- 2月25日 - 防衛庁長官はインドネシア共和国における国際緊急援助活動の終結に関する一般命令を発出。各部隊は3月上旬頃に活動を終了。
- 3月10日 - 海上派遣部隊が医療・航空援助隊を乗せ日本へ向け出発、空輸隊もウタパオ国際空港から撤収。
- 3月11日 - 空輸隊が小牧基地に到着。